# Новоселова (Ошибское сельское поселение)
Новоселова — деревня в Кудымкарском районе Пермского края. Входила в состав Ошибского сельского поселения. Располагается северо-восточнее от города Кудымкара. Расстояние до районного центра составляет 39 км. По данным Всероссийской переписи населения 2010 года, в деревне проживало 82 человека (46 мужчин и 36 женщин).

## История
По данным на 1 июля 1963 года, в деревне проживало 212 человек. До конца 1962 года населённый пункт входил в состав Ошибского сельсовета, а в 1963 году деревня вошла в состав Новоселовского сельсовета.